# Liste des noms latins des villes d'Algérie
Cet article donne une liste de localités et cités d'Algérie dans l'Antiquité et au Moyen Âge dont le nom en latin (ou latinisé) semble être confirmé par l'archéologie.

## Sources
Les sources de ces toponymes sont multiples. Elles peuvent être :
- épigraphiques[3] (bornes milliaires, inscriptions commémoratives ou funéraires, etc.) ;
- textuelles (mentions littéraires, descriptions d'historiens et de géographes[4], listes épiscopales, etc.) ;
- géographiques (routiers[5] et itinéraires[6], cartes[7], etc.).

## Noms latins et noms  correspondants
Les noms de la période française sont indiqués afin de permettre les correspondances avec les ouvrages archéologiques antérieurs à l'indépendance de l'Algérie.
| Nom latin                       | Nom colonial    | Nom actuel                                                     | Commentaire |
| ------------------------------- | --------------- | -------------------------------------------------------------- | --- |
| Ad Médias ou Medix              |                 | Médéa                                                          | |
| Ad Plumbaria                    |                 |                                                                | Site archéologique situé dans la Wilaya d'Annaba |
| Ad Villam Servilianam           |                 | Guelaat Bou Sbaa                                               | |
| Ala Miliaria                    |                 | Beniane                                                        | |
| Albulae                         |                 | Aïn Témouchent                                                 | |
| Altava                          | Lamoricière     | Ouled Mimoun                                                   | |
| Aquae Sirenses                  |                 | Bou Hanifia                                                    | Le site se trouve aujourd'hui sur le territoire de la commune de Bou Hanifia dans la wilaya de Mascara |
| Auzia                           | Aumale          | Sour El-Ghozlane                                               | |
| Bagaï                           | Auguste-Comte   | Baghaï                                                         | |
| Caesarea Mauretaniae            |                 | Cherchell                                                      | Césarée de Maurétanie, capitale provinciale |
| Calama                          |                 | Guelma                                                         | |
| Calculeus Herculis              |                 | El Kantara                                                     | |
| Castrum Puerorum                |                 | Les Andalouses                                                 | |
| Castellum Cellense              |                 | Bordj Ghedir                                                   | |
| Cartennae ou (Cartennas)        |                 | Ténès                                                          | |
| Castellum Auziens               |                 | Aïn Bessem                                                     | Fort situé à Ouled Yazid |
| Castellum Dimmidi               |                 | Messaad                                                        | Fort |
| Castellum Tigintanum            | Orléansville    | Chlef                                                          | Fort |
| Castra Nova                     | Perrégaux       | Mohammadia                                                     | |
| Centuria                        |                 | Aïn El Hadjar                                                  | |
| Chullu ou Chullu municipium     | Collo           |                                                                | |
| Cirta                           |                 | Constantine                                                    | Capitale de la Numidie |
| Civitas Popthensis              |                 | Henchir Kssiba                                                 | |
| Cohors Breucorum                |                 | Tagremaret                                                     | |
| Columnata                       | Bourbaki        | Khemisti                                                       | Vestiges romains |
| Cuicul                          |                 | Djemila                                                        | Site archéologique |
| Diana Veteranorum               |                 | Zana El Beida                                                  | Zana Site archéologique |
| Elephantaria in Mauretania      |                 |                                                                | |
| Gemellae                        |                 | El-Kasbat (Commune M'Lili)                                     | Fort |
| Gazophyla ou Gadiaufala         |                 | Ksar Sbahi                                                     | |
| Gunugus ou Gunugu               |                 | Gouraya                                                        | |
| Hippo Regius                    | Bône            | Annaba                                                         | |
| Icosium                         |                 | Alger                                                          | |
| Igilgili                        | Djidjelli       | Jijel                                                          | |
| Iomnium                         |                 | Tigzirt                                                        | |
| Lambaesis                       | Lambèse         | Tazoult                                                        | |
| Lamasba                         |                 | Merouana                                                       | |
| Lambiridi                       | Victor-Duruy    | Oued Chaaba                                                    | |
| Lucu                            |                 | Timziouine à Saïda                                             | |
| Macomades                       | Canrobert       | Oum El Bouaghi                                                 | |
| Madaura (Madaurus, Madauros)    | Madaure         | M'daourouch                                                    | Site archéologique |
| Mascula                         |                 | Khenchela                                                      | |
| Milev                           |                 | Mila                                                           | |
| Mina                            |                 | Relizane                                                       | Site archéologique |
| Nicives                         |                 | N'gaous                                                        | |
| Numerus Syrorum                 | Marnia          | Maghnia                                                        | Fort |
| Oppidum Novum                   |                 | Aïn-Defla                                                      | |
| Oppidum Timici                  |                 | Sidi M'Hamed Ben Ali                                           | |
| Petra geminiana                 |                 | (commune d'El Mizaraa)                                         | |
| Pomaria                         |                 | Tlemcen                                                        | |
| Portus Divinus                  |                 | Mers el-Kébir                                                  | |
| Portus Magnus                   | Saint-Leu       | Bethioua                                                       | |
| Quiza Xenitana                  | Pont-du-Cheliff | Sidi Belattar                                                  | |
| Rapidum                         | Masqueray       | Djouab                                                         | Fort, puis cité |
| Regiae                          |                 | Arbal à Tamzoura                                               | |
| Rusazus ou Rusadus              | Port-Gueydon    | Azeffoun                                                       | |
| Rusguniae                       |                 | Tamentfoust                                                    | |
| Russicada                       | Philippeville   | Skikda                                                         | |
| Rusuccuru                       |                 | Dellys                                                         | |
| Rusubbicari                     |                 | (Port aux poules) Zemmouri                                     | Appelé « port aux pèlerins » par les Algériens, vient peut-être d’une traduction erronée due à la proximité phonétique entre « al hadjadj » (pèlerin) et « al djadj » (poule), une autre hypothèse fait état de la déformation du nom romain « Portus Paulus » (Port de Paul) |
| Saldae                          | Bougie          | Béjaïa                                                         | |
| Siga & Portus Sigensis          |                 | (Takembrit commune Oulhaça El Gheraba)                         | |
| Sigus                           | Sigus           | Sigus                                                          | |
| Sitifis                         |                 | Sétif                                                          | |
| Tabouda                         |                 | Sidi Okba                                                      | |
| Tamanouna                       |                 | Bordj Bou Arréridj                                             | |
| Tassacora                       | Chanzy          | Sig                                                            | |
| Thagaste                        |                 | Souk-Ahras                                                     | Site archéologique |
| Thamugadi                       |                 | Timgad                                                         | Site archéologique |
| Theveste                        |                 | Tébessa                                                        | |
| Thibilis                        |                 | Sellaoua Announa                                               | Site archéologique |
| Thubursicum                     |                 | Khemissa                                                       | |
| Tiddis                          |                 | située sur le territoire de l'actuelle commune de Beni Hamiden | |
| Tigava                          | Les Attafs      | El Attaf                                                       | Site archéologique |
| Tigisis (Numidie)               |                 | Ain El Bordj                                                   | |
| Tigisis (Maurétanie Césarienne) |                 | Entre Dellys et Taourga                                        | |
| Tingartia                       |                 | Tiaret                                                         | |
| Tirinadi                        |                 | Berrouaghia                                                    | |
| Tobna                           |                 | Barika                                                         | |
| Tubusuptu                       |                 | (Tiklat dans la commune d'El-Kseur)                            | |
| Unica Colonia                   |                 | Oran                                                           | |
| Uzinaza                         |                 | Saneg                                                          | |
| Verecunda                       |                 | Markouna                                                       | Site archéologique |
| Vescera                         |                 | Biskra                                                         | |
| Zaraï                           |                 | Aïn Oulmène                                                    | |
| Zuccabar                        |                 | Miliana                                                        | |
|                                 |                 |                                                                | |